# 未完成
《未完成》（英語：To Be Continued...）為新加坡歌手孫燕姿的第六張中文專輯，於2003年1月10日發行。專輯推出一個半月在台灣銷量突破28萬張，在同年底台灣的唱片銷量統計中，以29.5萬張的成績在全年唱片銷量榜中排名第三。截止2006年9月，專輯全亞洲銷量已突破210萬張。

## 曲目
| 曲序 | 曲目                                                  |        | 作曲          | 编曲        | 製作人         | 备注     | 时长 |
| ---- | ----------------------------------------------------- | ------ | ------------- | ----------- | -------------- | -------- | ---- |
| 1.   | 神奇                                                  | 天天   | 李偲菘        | Kenn C.     | 李偲菘         | 首波主打 | 4:22 |
| 2.   | 我不難過                                              | 楊明學 | 李偲菘        | Kenn C.     | 李偲菘         |          | 5:19 |
| 3.   | 永遠                                                  | 塗愷芝 | 楊君亮        | Martin Tang | 李偉菘、孫燕姿 |          | 3:38 |
| 4.   | 未完成                                                | 廖瑩如 | 李偉菘        | Kenn C.     | 李偲菘         |          | 4:24 |
| 5.   | 接下來                                                | 廖瑩如 | 李偲菘        | Terence Teo | 李偲菘         |          | 3:35 |
| 6.   | 學會                                                  | 嚴雲農 | 陳科妤        | Terence Teo | 李偲菘         |          | 4:16 |
| 7.   | 年輕無極限                                            | 蕭賀碩 | 陳達偉        | 吳慶隆      | 包小柏         |          | 4:59 |
| 8.   | 了解                                                  | 易家揚 | 凌偉文        | Terence Teo | 李偉菘         |          | 4:46 |
| 9.   | 休止符                                                | 楊明學 | 林松錦        | 呂紹淳      | 孫燕姿         |          | 3:48 |
| 10.  | 沒有人的方向（含隱藏軌「India Ending」）              | 楊明學 | 孫燕姿 李偲菘 | Kenn C.     | 李偲菘         |          | 6:10 |
| 11.  | My story, Your song（倉木麻衣合唱；《未完成》英語版） | 孫燕姿 | 李偉菘        |             | 包小柏         |          | 4:37 |

| 韓國版附加歌曲 | 韓國版附加歌曲         | 韓國版附加歌曲 | 韓國版附加歌曲 | 韓國版附加歌曲 | 韓國版附加歌曲 |
| 曲序           | 曲目                   |                | 作曲           | 编曲           | 製作人         |
| -------------- | ---------------------- | -------------- | -------------- | -------------- | -------------- |
| 12.            | Silent All These Years | Tori Amos      | Tori Amos      | 李雨寰         | 深白色         |
| 13.            | 綠光                   | 天天           | 李偲菘         | Kenn C         | 李偉菘         |

## 未完成 新歌發表演唱會實況VCD
《未完成 新歌發表演唱會實況VCD》是2003年2月28日發行的《未完成（豪華版）》所贈送的唱會影音專輯。在中國大陸地區則是於2004年1月單獨發行。該VCD完整記錄了孫燕姿於2003年1月11日在台中市所舉辦的新歌發表演唱會實況。

### 概要
孫燕姿第六張個人專輯《未完成》於2003年1月1日展開預購活動。在預購階段，唱片公司表示將會舉辦新歌發表演唱會，而演唱會的舉辦地點，將在台灣預購數字最高的地區舉辦。在同年1月4日舉行的「孫燕姿<未完成>競標會」活動中，宣佈了最終結果統計，並定於1月11日在台中舉辦「未完成新歌發表演唱會」。

### 曲目
1. 神奇
2. 我不難過
3. 永遠
4. 接下來
5. 年輕無極限
6. 了解
7. 休止符
8. 沒有人的方向
9. 學會
10. 安可曲: 神奇

## 未完成 卡拉OK全紀錄
《未完成 卡拉OK全紀錄》是孫燕姿第六張卡拉OK影音專輯，於2003年4月22日發行。

### 曲目
1. 神奇 （導演：黃中平）
2. 我不難過 （導演：徐筠軒）
3. 永遠
4. 未完成 （導演：黃中平）
5. 接下來
6. 學會
7. 年輕無極限
8. 了解 （導演：林錦和）
9. 休止符 （導演：黃中平）
10. 沒有人的方向

## 外部參考
- . 玫瑰大眾音樂網.   [2013-10-12]. （原始内容存档于2013-10-13） （中文（臺灣））.
- . 2002-12-30  [2025-03-05]. （原始内容存档于2003-04-07） （中文（臺灣））.
- . 2002-01-04  [2025-03-05]. （原始内容存档于2003-07-29） （中文（臺灣））.